# Casa Almeda
La casa Almeda és un edifici de Manlleu (Osona) inclòs a l'Inventari del Patrimoni Arquitectònic de Catalunya. Correspon a les cases que els mestres de cases feren a principis del segle XX per encàrrec dels industrials, molts dels quals vivien al carrer del Pont, que comunica la ciutat antiga (Dalt Vila) amb el passeig del ter o zona industrial. Segueix la tipologia d'edificis urbans dels segles XVI-XVIII.
Edifici de planta baixa i dos pisos. A la planta baixa hi ha dues entrades. Una més gran de testera quadrada, utilitzada com a garatge; l'altra correspon a l'entrada principal; és de coberta recta amb decoració als brancals amb columnes de base llisa, fust amb sanefa de motius vegetals treballats en baix relleu, i capitells de volutes. La llinda presenta un fris amb sanefa central de motius vegetals i una flor al mig, coronat per un frontó circular treballat amb elements vegetals de baix relleu. Al primer pis s'hi obren tres finestres unides per una balconada amb barana de ferro forjat i al segon pis tres balcons col·locats simètricament sobre les obertures del primer pis. Una sanefa de rosetes treballades en baix relleu separa el primer pis del segon. Totes les finestres tenen a la llinda una fulla treballada en alt relleu, que és diferent al primer (punxeguda) del segon pis (arrodonida).